# Antoine Gizenga
Antoine Gizenga (ur. 5 października 1925 w Bandundu, zm. 24 lutego 2019 w Kinszasie) – kongijski polityk, dwukrotny premier w latach 1960–1961 oraz od 30 grudnia 2006 do 10 października 2008.

## Życiorys
Antoine Gizenga pełnił po raz pierwszy urząd premiera w latach 1960–1961, a także wicepremiera (1960, 1961–1962) oraz głowy państwa w czasie powstania w 1961. Jego pierwszy gabinet został w lutym 1961 uznany przez 21 afrykańskich, azjatyckich i wschodnioeuropejskich państw. Gizenga był dwukrotnie więziony, po raz pierwszy w okresie od stycznia 1962 do lipca 1964, a następnie od października 1964 do listopada 1965. W latach 1965–1992 przebywał na uchodźstwie.
W lipcu 2006 Gizenga wziął udział w wyborach prezydenckich, z ramienia Zjednoczonej Partii Lumumbistów (Parti Lumumbiste Unifié, PALU). Zajął w nich trzecie miejsce z wynikiem 13,06% głosów, zaraz po Josephie Kabili i Jean-Pierre Bembie.
30 września 2006 Gizenga podpisał porozumienie koalicyjne z ugrupowaniem Kabili, Sojuszem na rzecz Większości Prezydenckiej. W związku z tym udzielił mu także poparcia w październikowej II turze wyborów. Uzyskał w zamian gwarancje objęcia fotelu premiera. 6 grudnia 2006 Kabila, po zwycięstwie w wyborach, został mianowany prezydentem Demokratycznej Republiki Konga. Następnie, zgodnie z wcześniejszą umową, 30 grudnia 2006 mianował Gizengę szefem rządu. 5 lutego 2007 Gizenga ogłosił skład swojego rządu, który utworzyło 59 osób. W listopadzie 2007 doszło w nim do pierwszych zmian i redukcji liczebności gabinetu do 44 członków.
25 września 2008 Antoine Gizenga podał się do dymisji, motywując to zaawansowanym wiekiem (83 lata). Prezydent Kabila przyjął dymisję 28 września 2008. 10 października 2008 Joseph Kabila nowym premierem mianował Adolphe Muzito, także członka Zjednoczonej Partii Lumumbistów.